# Dia Internacional de Combate à Pesca Ilegal, Não Declarada e Não Regulamentada
O Dia Internacional de Combate à Pesca Ilegal, Não Declarada e Não Regulamentada é um dia de denúncia celebrado em 5 de junho desde 2018, instituído em dezembro de 2017 pelas Nações Unidas.

## Proclamação
O Dia Internacional de Combate à Pesca Ilegal, Não Declarada e Não Regulamentada foi proclamado pela Assembleia Geral das Nações Unidas em 5 de dezembro de 2017. A proposta foi iniciada pela Comissão Geral de Pesca da Organização das Nações Unidas para Alimentação e Agricultura (FAO) para o mar Mediterrâneo em 2015, buscando aumentar a conscientização sobre os impactos negativos dessas práticas de pesca e promover a sustentabilidade dos recursos aquáticos.

## Celebração
Esse dia é celebrado anualmente em 5 de junho, comemorando a entrada em vigor do Acordo sobre Medidas do Estado do Porto em 5 de junho de 2016. Esse acordo é o primeiro instrumento internacional juridicamente vinculante voltado especificamente para o combate à pesca ilegal, não declarada e não regulamentada (INDNR) ou IUU em inglês: Illegal, Unreported and Unregulated). A escolha dessa data simboliza um marco em apoio aos esforços globais para regulamentar e manter práticas de pesca sustentáveis e responsáveis, e uma oportunidade de insistir para que essa forma de pesca seja considerada um crime internacionalmente.

## Cronologia
- 2018: Primeira celebração[9]
- 2019: Evento regional na Ásia-Pacífico para marcar sua segunda comemoração[10]
- 2020: Os Estados enfrentam novos desafios para monitorar, controlar e supervisionar as operações de pesca[11]
- 2021: Países do Mediterrâneo e do Mar Negro se unem para combater a pesca ilegal[12]
- 2022: Dia Mundial do Meio Ambiente 2022: Foco no Mar Mediterrâneo Oriental, um ponto de acesso para espécies não autóctones[13]
- 2023: Medidas de gestão, sistemas de monitoramento e tecnologia inovadora: como a GFCM combate a pesca ilegal, não declarada e não regulamentada[14]